# كاثوليكية تقليدية

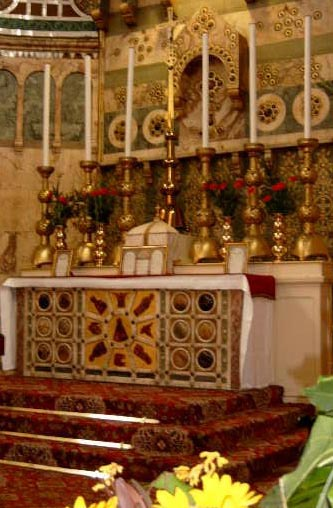

كاثوليكية تقليدية وهو إيمان روماني كاثوليكي يشيد بوجوب الحفاظ على التقاليد والليتورجية الكاثوليكية، التقاليد العامة والخاصة وألتي تم إقرارها في المجمع الفاتيكاني الثاني (1962-1965 م) وترتبط هذه التقاليد بالقداس الإفخارستي.